# Хуан Нарваес
Хуан Хосе Нарваес Соларте (ісп. Juan José Narváez Solarte; народився 12 січня 1995 року в Пасто, Колумбія) — колумбійський футболіст, вінгер клубу «Реал Бетіс».

## Кар'єра
2002 року Нарваес почав навчатися у футбольній школі клубу «Депортіво Пасто» зі свого рідного міста. У 2011 році його стали залучати до першої команду клубу. Дебютував в основному складі 9 березня 2011 року, вийшовши на заміну в матчі Кубка Колумбії з клубом «Атлетіко». 2011 року Хуан провів 6 матчів і забив один гол за «Депортіво» у другій лізі Колумбії. Наступного року клуб виступав вже у Прімері А. У головній лізі Колумбії Нарваес дебютував 28 квітня 2012 року в матчі з клубом «Ріонегро». Закріпитися в основному складі йому не вдалося, і за весь сезон він провів лише два матчі у Прімері, а також 8 матчів зіграв у Кубку Колумбії.
2012 року Нарваес побував на перегляді в англійському «Тоттенгем Готспур», але перейти в цей клуб не зміг через складнощі з отриманням дозволу на роботу у Великій Британії. 3 грудня 2012 року 17-річний нападник перейшов до молодіжної команди мадридського «Реала». Нарваес починав у молодіжній команді «Реала», в сезоні 2013/14 грав за неї в Юнацькій лізі УЄФА і забив чотири голи в матчі з «Ювентусом». У молодіжній команді колумбієць виділявся фізичною міццю, добре грав у повітрі. У першій половині сезону 2013/14 він став найкращим бомбардиром, забивши 15 голів у 10 матчах. У пресі Нарваеса часто порівнювали зі співвітчизником Фалькао. У тому ж сезоні Хуана перевели спочатку до третьої, а потім і до другої команди клубу. Там він не демонстрував такої видатної гри і вкрай рідко забивав. Провівши три роки в системі мадридського «Реала», колумбієць так і не потрапив до основного складу.
26 січня 2016 року Нарваес перейшов до «Реал Бетіс Б», з яким уклав контракт до червня 2019 року. У цій команді він відіграв півтора сезони, разом з нею вилетів з Сегунди Б, потім допоміг в неї повернутися, забивши 8 голів і віддавши 7 гольових передач. Влітку 2017 року Хуана перевели до першої команди «Бетіса», який викупив у мадридського «Реала» частину прав на футболіста. У першій половині сезону 2017/18 тренер Кіке Сетьєн дав Нарваесу можливість проявити себе в основному складі. Його дебют в іспанській Прімері відбувся 20 серпня 2017 року в матчі з «Барселоною», де він вийшов в основному складі. Загалом колумбієць провів сім матчів у Прімері і двічі зіграв у Кубку Іспанії, проте результативними діями не відзначився. 29 січня 2018 року Нарваеса віддали до кінця сезону в оренду клубові «Кордова» з Сегунди. За півроку в команді він провів 16 матчів і забив 5 голів. Влітку 2018 року відразу кілька клубів Сегунди цікавилися Нарваесом, але керівництво «Бетіса» відмовилося продавати гравця, якого в клубі все ще вважали перспективним. 31 серпня 2018 року колумбієць знову вирушив в оренду до клубу з Сегунди, цього разу до «Альмерії» до кінця сезону. Гравцем основного складу «Альмерії» Нарваес не став, лише в 11 з 30 зіграних матчів виходячи з перших хвилин. Після закінчення оренди він повернувся до «Бетіса». 31 серпня 2019 року «Лас-Пальмас» взяв Нарваеса в оренду до кінця сезону 2019/20.

## Статистика виступів
Востаннє оновлено 20 жовтня 2020 року.
| Депортіво Пасто Колумбія | Сегунда            | 2011               | 6   | 1  | 7  | 1 | - | - | 13  | 2  | 0,15 |
| Депортіво Пасто Колумбія | Прімера            | 2012               | 2   | -  | 8  | 2 | - | - | 10  | 2  | 0,20 |
| Депортіво Пасто Колумбія | Загалом за клуб    | Загалом за клуб    | 8   | 1  | 15 | 3 | - | - | 23  | 4  | 0,17 |
| «Реал Мадрид» (юнаки) Іспанія | Юнацький           | 2012-2013          | -   | -  | 3  | 2 | - | - | 3   | 2  | 0,67 |
| «Реал Мадрид» (юнаки) Іспанія | Юнацький           | 2013-2014          | 13  | 15 | -  | - | 6 | 5 | 19  | 20 | 1,05 |
| «Реал Мадрид» (юнаки) Іспанія | Загалом за клуб    | Загалом за клуб    | 13  | 15 | 3  | 2 | 6 | 5 | 22  | 22 | 1,00 |
| Реал Мадрид C Іспанія | Сегунда Дивізіон Б | 2013-2014          | 4   | 1  | -  | - | - | - | 4   | 1  | 0,25 |
| Реал Мадрид C Іспанія | Терсера Дивізіон   | 2014-2015          | 24  | 5  | -  | - | - | - | 24  | 5  | 0,21 |
| Реал Мадрид C Іспанія | Загалом за клуб    | Загалом за клуб    | 28  | 6  | 0  | 0 | 0 | 0 | 28  | 6  | 0,22 |
| Реал Мадрид Кастілья Іспанія | Сегунда Дивізіон   | 2013-2014          | 4   | -  | -  | - | - | - | 4   | 0  | 0    |
| Реал Мадрид Кастілья Іспанія | Сегунда Дивізіон Б | 2014-2015          | 11  | 3  | -  | - | - | - | 11  | 3  | 0,27 |
| Реал Мадрид Кастілья Іспанія | Сегунда Дивізіон Б | 2015-2016          | 14  | 1  | -  | - | - | - | 14  | 1  | 0,07 |
| Реал Мадрид Кастілья Іспанія | Загалом за клуб    | Загалом за клуб    | 29  | 4  | 0  | 0 | 0 | 0 | 29  | 4  | 0,14 |
| Реал Бетіс Б Іспанія | Сегунда Дивізіон Б |                    |     |    |    |   |   |   |     |    |      |
| Реал Бетіс Б Іспанія | Сегунда Дивізіон Б | 2015-2016          | 15  | 1  | -  | - | - | - | 15  | 1  | 0,06 |
| Реал Бетіс Б Іспанія | Терсера Дивізіон   | 2016-2017          | 37  | 8  | -  | - | - | - | 37  | 8  | 0,21 |
| Реал Бетіс Б Іспанія | Загалом за клуб    | Загалом за клуб    | 52  | 9  | 0  | 0 | 0 | 0 | 52  | 9  | 0,17 |
| Реал Бетіс Іспанія | Ла-Ліга            | 2017-2018          | 7   | 0  | 2  | 0 | - | - | 9   | 0  | 0,0  |
| Реал Бетіс Іспанія | Загалом за клуб    | Загалом за клуб    | 7   | 0  | 2  | 0 | 0 | 0 | 9   | 0  | 0,0  |
| Кордова (футбольний клуб) Іспанія | Сегунда Дивізіон   | 2017-2018          | 16  | 5  | 0  | 0 | - | - | 16  | 5  | 0,31 |
| Кордова (футбольний клуб) Іспанія | Загалом за клуб    | Загалом за клуб    | 16  | 5  | 0  | 0 | 0 | 0 | 16  | 5  | 0,31 |
| Альмерія (футбольний клуб) Іспанія | Сегунда Дивізіон   | 2018-2019          | 30  | 2  | 3  | 0 | - | - | 33  | 2  | 0,18 |
| Альмерія (футбольний клуб) Іспанія | Загалом за клуб    | Загалом за клуб    | 30  | 2  | 3  | 0 | 0 | 0 | 33  | 2  | 0,18 |
| Лас-Пальмас-де-Гран-Канарія Іспанія | Сегунда Дивізіон   | 2019-2020          | 29  | 7  | 0  | 0 | - | - | 29  | 7  | 0,24 |
| Лас-Пальмас-де-Гран-Канарія Іспанія | Загалом за клуб    | Загалом за клуб    | 29  | 7  | 0  | 0 | 0 | 0 | 29  | 7  | 0,24 |
| Реал Сарагоса Іспанія | Сегунда Дивізіон   | 2020-2021          | 4   | 1  | 0  | 0 | - | - | 4   | 1  | 0,24 |
| Реал Сарагоса Іспанія | Загалом за клуб    | Загалом за клуб    | 4   | 1  | 0  | 0 | 0 | 0 | 4   | 1  | 0,24 |
| Загалом за кар'єру | Загалом за кар'єру | Загалом за кар'єру | 219 | 50 | 23 | 5 | 6 | 5 | 248 | 60 | 0,24 |
| (1) Враховуючи Кубок Колумбії (2011-12); Копа-дель-Рей юнацький (2012-14). (2) Враховуючи Юнацьку лігу УЄФА (2013-14). (3) Не враховуючи голів, забитих у товариських матчах. |                    |                    |     |    |    |   |   |   |     |    |      |

## Досягнення
- Переможець Прімери Б: 2011